# Ториски
Ториски (слч. Torysky) насељено је мјесто са административним статусом сеоске општине (слч. obec) у округу Љевоча, у Прешовском крају, Словачка Република.

## Становништво
| Година:    | 1994. | 2004.   | 2014.    | 2024.   |
| ---------- | ----- | ------- | -------- | ------- |
| Број људи: | 431   | 392     | 350      | 321     |
| Разлика:   |       | -9,04 % | -10,71 % | -8,28 % |

| Година:    | 2023. | 2024.   |
| ---------- | ----- | ------- |
| Број људи: | 324   | 321     |
| Разлика:   |       | -0,92 % |

Према подацима о броју становника из 2011. године насеље је имало 359 становника.